# Deltidsbegränsningsregeln
Deltidsbegränsningsregeln syftar på en regel i A-kassan som begränsar rätten att stämpla upp till heltid (få arbetslöshetsersättning) då man har en fast anställning på deltid. Tanken från A-kassan är att man ska tvinga arbetsgivarna att erbjuda heltid istället. 

## Kritik
Att erbjuda heltid är dock inte alltid möjligt (det finns till exempel få eller inga heltidsanställda tidningsbud). Effekten kan alltså istället bli att den arbetssökande kan tvingas bort från arbetsmarknaden istället för att komma in på deltid och därifrån öka sin sysselsättningsgrad, antingen genom att få mer tid på kontraktet eller att skaffa ytterligare ett deltidsarbete.